# 嘉定新城
嘉定新城是中華人民共和國上海市嘉定區的一個城市規劃區和衛星城，主城區包括嘉定鎮街道、新成路街道、菊園新區和馬陸鎮等地區，規劃面積161.7平方公里，規劃常住人口100萬人。

## 歷史
2003年底，嘉定新城总体规划纲要国际方案征集開始。2004年6月，《嘉定区区域总体规划纲要（2004－2020年）》和《嘉定新城主城区总体规划（2004－2020年）》出台。2006年9月20日，上海市人民政府批复同意嘉定新城总体规划
。不久嘉定新城建設主体上海嘉定新城发展有限公司成立。